# Cambarus tartarus
Cambarus tartarus е вид ракообразно от семейство Cambaridae. Видът е критично застрашен от изчезване.

## Разпространение и местообитание
Разпространен е в САЩ (Оклахома).
Обитава сладководни басейни и реки.